# Stéréoscopie
La stéréoscopie (du grec stéréo- : solide, -scope : vision) est l'ensemble des techniques mises en œuvre pour reproduire une perception du relief à partir de deux images planes. La stéréoscopie se base sur le fait que la perception humaine du relief se forme dans le cerveau lorsqu'il reconstitue un seul modèle visuel à partir de la perception des deux images planes et différentes provenant de chaque œil. Il existe, pour réaliser ces images, aussi bien que pour les observer, une grande variété de moyens, à la description desquels plusieurs centaines de livres ont été consacrés. La désignation récente « film en 3D » est employée par anglicisme et par méconnaissance de la terminologie correcte : film stéréoscopique ou film en stéréoscopie. Elle prête à confusion avec les films créés par modélisation informatique 3D. Certains utilisent le sigle 3Ds pour les films en relief stéréoscopique.

## Historique
Des travaux anciens annoncent l'apparition de la stéréoscopie au XIXe siècle. Ainsi, un couple de dessins en stéréo du XIIIe siècle a été retrouvé dans une bibliothèque à Oxford. La collection Jean-Baptiste Wicar du Palais des beaux-arts de Lille conserve deux dessins distinguant les visions d'un même sujet pour chaque œil, exécutés par Jacopo Chimenti, peintre de l'école florentine (1554-1640).

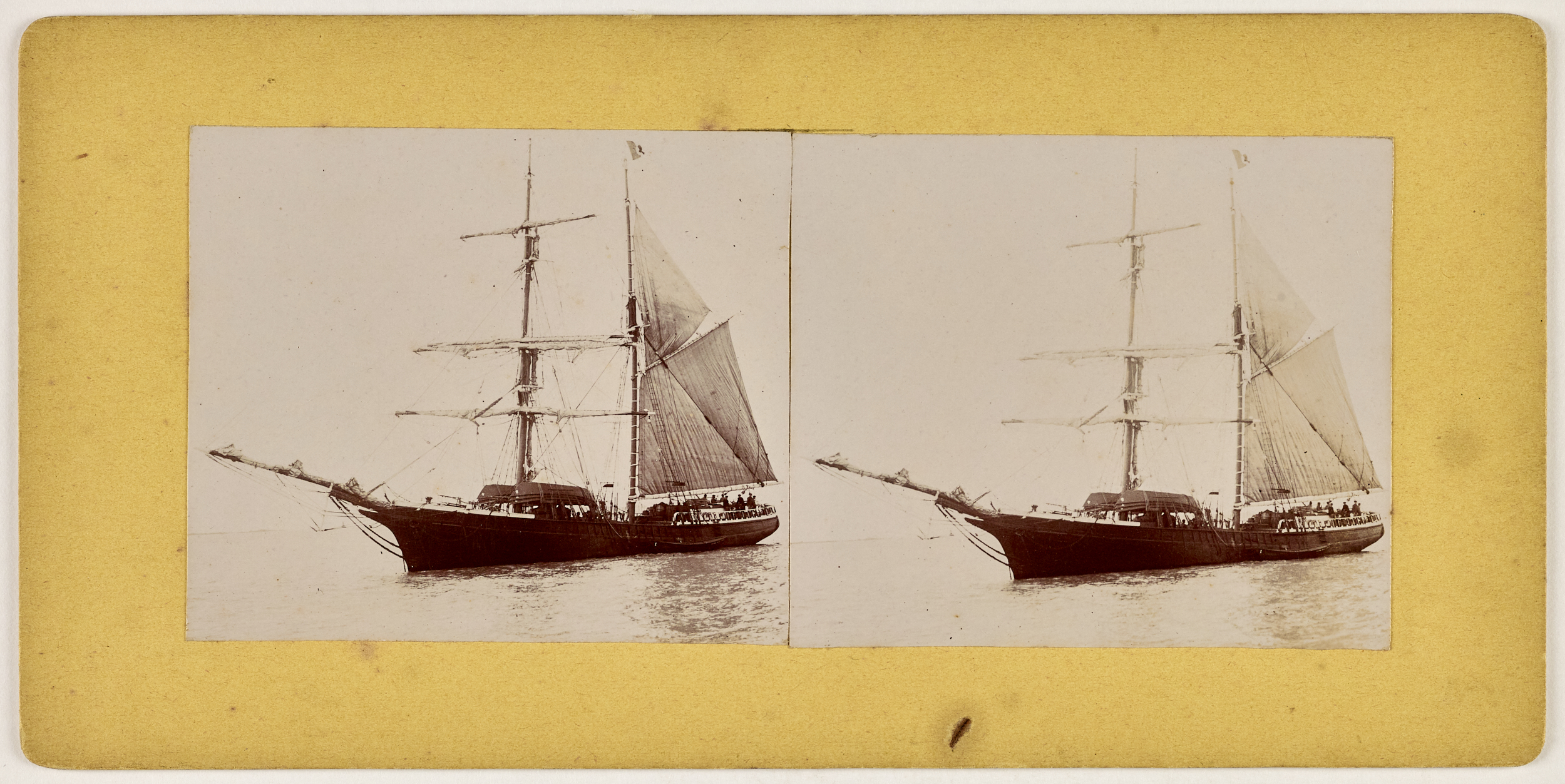
Photographie stéréoscopique d'un terre-neuvier réalisée vers 1900 ; collections du Musée de Bretagne.

La stéréoscopie nait juste avant la photographie. Le stéréoscope apparait alors que Louis Daguerre, invente en France le daguerréotype, présenté officiellement en janvier 1839, et que William Henry Fox Talbot obtient, en 1835, le premier négatif sur papier qui annonce son invention, brevetée en 1841, du calotype.

### Étymologie
Jacques Babinet, dans la Revue des Deux Mondes de 1858, définit stereo comme un corps solide, un corps saillant et scope pour vision, d'où une vision en relief. Il explique ainsi que « le dessin devient une statue ».

### Le stéréoscope de Charles Wheatstone

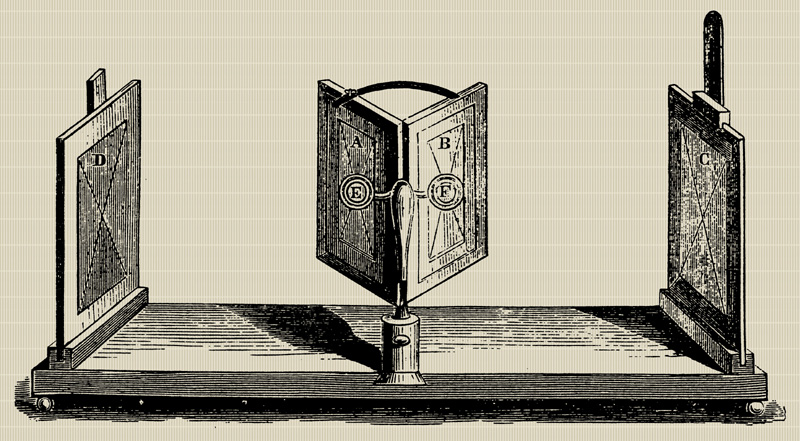
Le stéréoscope de Charles Wheatstone.

Le physicien anglais Charles Wheatstone expose aux membres de la Royal Society de Londres, le 21 juin 1838, ses travaux sur la vision binoculaire. En 1838, il présente le stéréoscope, appareil permettant d'observer des dessins en relief grâce à deux miroirs à angle droit inclinables,. Il fait réaliser par William Henry Fox Talbot, en 1840, les premières photographies stéréoscopiques et, en 1841, des daguerréotypes par Richard Beard, Antoine Claudet et par le physicien Hippolyte Fizeau. Un premier stéréoscope est commercialisé en 1845 à Londres, et, en 1849, le physicien écossais David Brewster améliore l'appareil avec une lentille convexe coupée en deux.

### L'essor de la stéréoscopie
À partir de 1849, le peintre Pierre-Henri Amand Lefort commercialise des dessins lithographies en couleur sous le nom de lorgnette pittoresque et polyorama panoptique.
En 1850, Jules Duboscq fabrique, pour David Brewster, un nouvel appareil, que présente l'abbé Moigno dans le journal La Presse.
À la suite de l'exposition universelle de Londres de 1851, Antoine Claudet et Thomas Richard Williams réalisent, à la demande et à un prix élevé, des portraits stéréoscopiques pour la bourgeoisie aisée. C'est d’ailleurs à partir de cette exposition universelle que les images stéréoscopiques vont connaitre un engouement populaire, d'autant que David Brewster a inventé une visionneuse simple qui favorise la démocratisation du marché.
En 1853, Alexandre-Marie Quinet, imprimeur-lithographe et photographe à Paris, fabrique le premier appareil photo stéréoscopique à double objectif. Achille Quinet poursuit l'activité de son père et dépose à cette date un brevet pour un appareil baptisé le Quinetoscope, au même moment que John Benjamin Dancer à Manchester. Londres et Paris deviennent alors d'importants centres de diffusion d'images stéréoscopiques. C'est à l'occasion du Salon de 1859 que Charles Baudelaire écrit : « Des milliers d'yeux avides se penchaient sur les trous du stéréoscope comme sur les lucarnes de l'infini »,.

### Les cartes stéréoscopiques
En 1854, Marc Antoine Gaudin, aidé de ses frères Alexis, et Charles, propriétaire du journal La lumière, fait la publicité de ses cartes stéréoscopiques. Les frères Gaudin sont, en France, les agents influents de la London Stereoscopic and Photographic Company qui inonde le monde des clichés du photographe anglais William England.
Il en est de même de l'épicier Julien Damoy qui fabrique un stéréoscope portable de grande qualité.

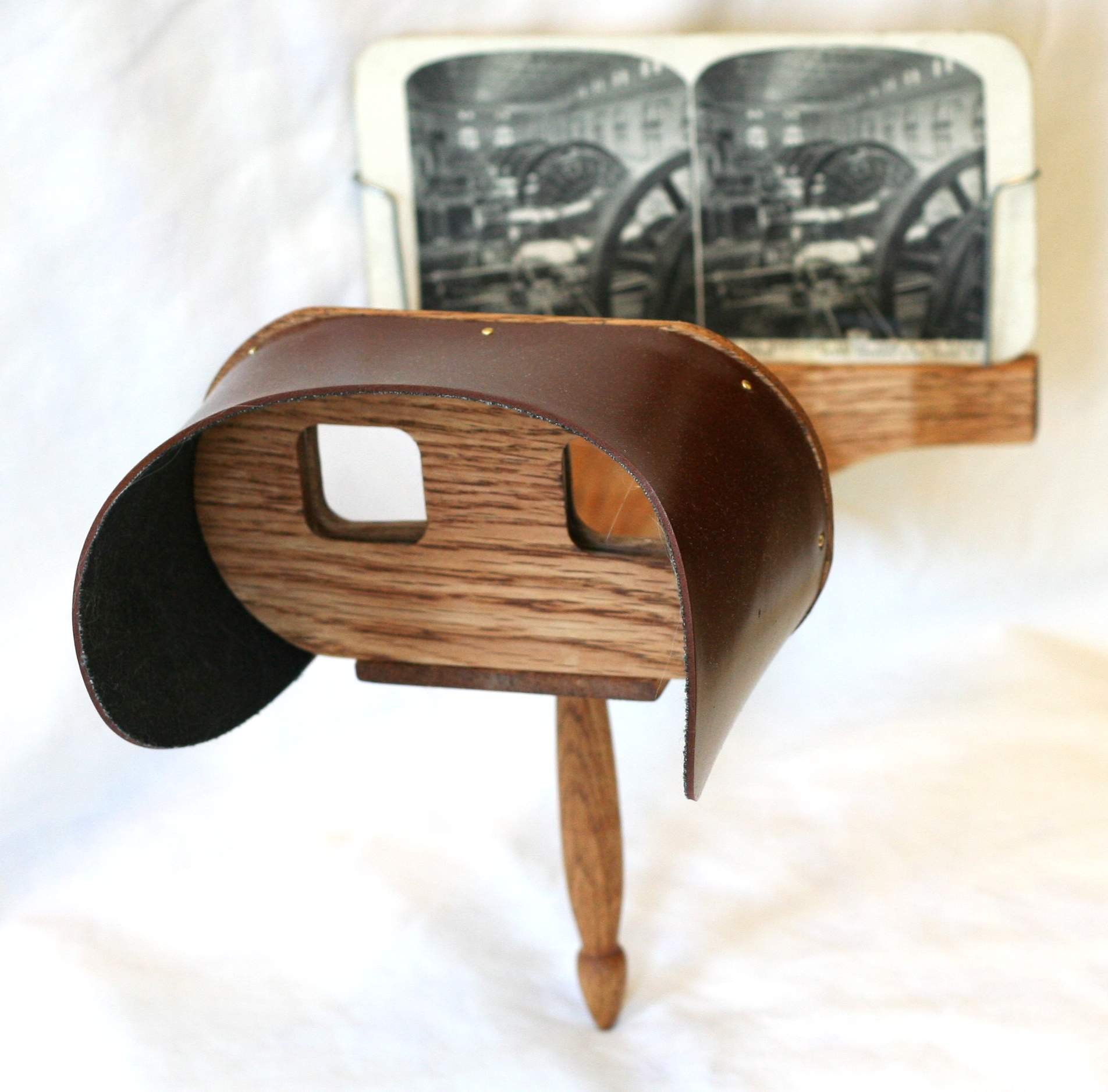
Stéréoscope de Holmes.

En 1856 et 1857, le photographe britannique Francis Frith aidé de Francis Herbert Wenham réalise en Égypte une série de clichés stéréoscopiques documentaires de grande qualité qui sont largement diffusés par la société Negretti & Zambra.
À la fin du XIXe, les stéréoscopes américains, dont celui du médecin et poète américain Oliver Wendell Holmes, conçu dans les années 1860, sont très populaires.
En France, des dioramas appelés Diableries mettent en scène des figurines d'argile photographiées par un stéréoscope.
Sous le Second Empire, en France, la photo stéréoscopique est à la mode. La famille impériale pose volontiers, comme les célébrités du temps. Des scènes de la vie quotidienne sont composées, dans un souci satirique autant que documentaire. Les images de la Commune souvent mises en scène avec des figurines de plâtre peint dénoncent ses « crimes »,.
Entre 1897 et 1906, un fonctionnaire anonyme de l'administration pénitentiaire met en scène le bagne de Guyane, sur une centaine de plaques de verre stéréoscopiques.
Au début du XXe siècle, voyageurs et explorateurs utilisent la stéréoscopique. Ainsi Victor Segalen documente son expédition chinoise de 1909 avec Gilbert de Voisins de centaines de photographies stéréoscopiques réalisées avec un appareil à double objectif Vérascope,.

### L'anaglyphe

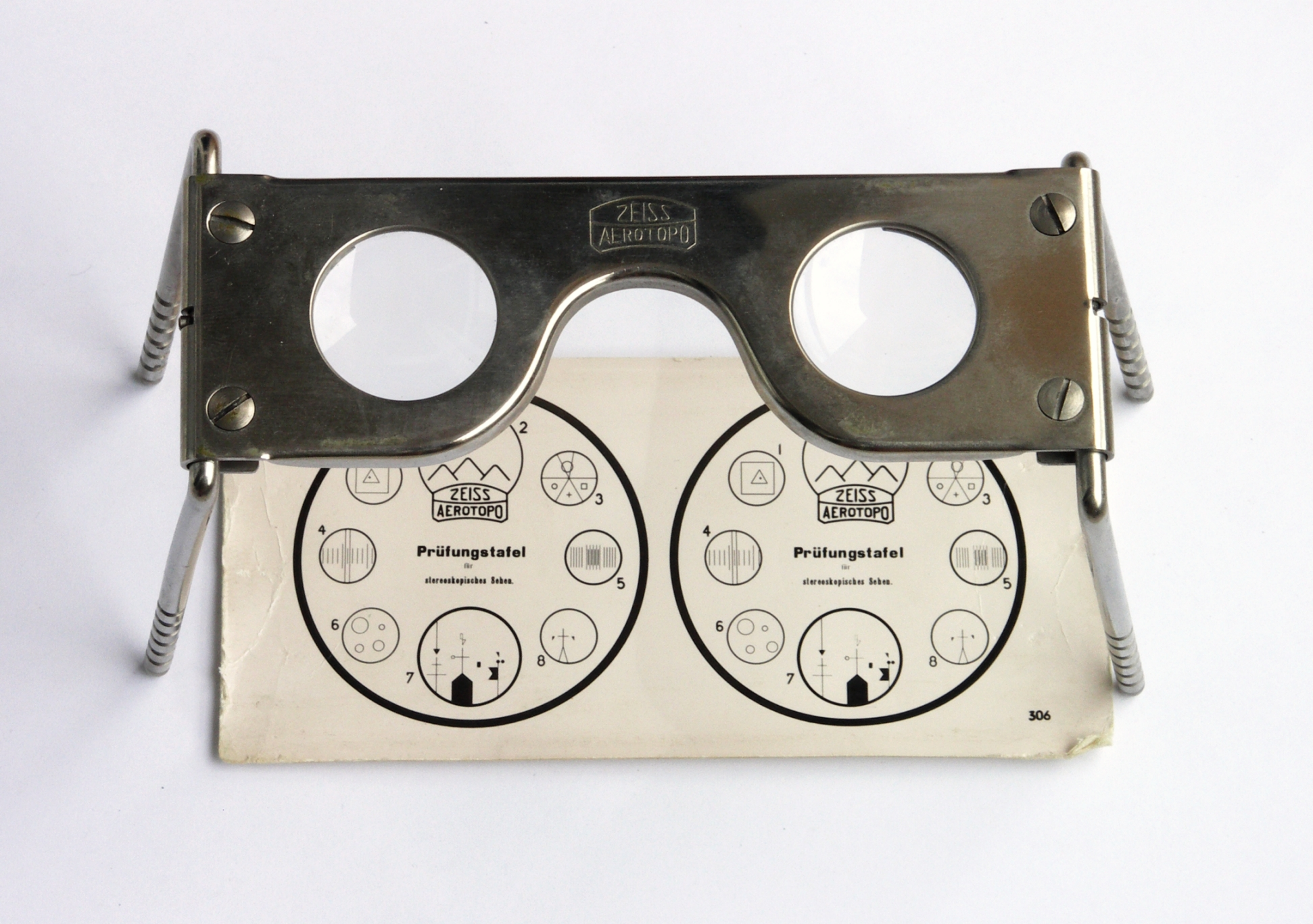
Stéréoscope de poche.

L'anaglyphe, dont le principe avait été imaginé dès 1853 par Wilhelm Rollmann à Leipzig, est présenté par Charles Joseph d'Almeida à l’Académie des sciences de Paris en 1858. L'effet stéréoscopique est dû à des filtres de couleur (vert et rouge, un pour chaque œil). Louis Ducos du Hauron le perfectionne en 1891 et lui donne le nom d'anaglyphe. Les anaglyphes sont alors l’objet d’une importante production destinée au tourisme, à l’enseignement, aux loisirs et à la publicité.
Les premières projection publiques datent de 1880. En 1924, les anaglyphes imprimées sont accompagnées de lunettes en carton avec filtres rouge et bleu. La première visionneuse ViewMaster apparait en 1939.

### Le cinéma stéréoscopique
À partir de 1915 les premiers films américains sont réalisés selon le procédé anaglyphe, dont, en 1922, le premier film de fiction : The Power of Love. Mais c'est dans les années 1950 que sont projetés les premiers films en relief, selon le procédé de la lumière polarisée. Ainsi, Bwana devil, présenté le 26 novembre 1952 au Paramount d'Oakland. Dial M for Murder (Le crime était presque parfait) est réalisé en relief en 1954 par Alfred Hitchcock. La mode des films en 3D est lancée dans les années 1980 par le succès du western spaghetti Comin' at Ya! ( Western), procédé perfectionné par l'Imax 3D.

### Le patrimoine stéréoscopique

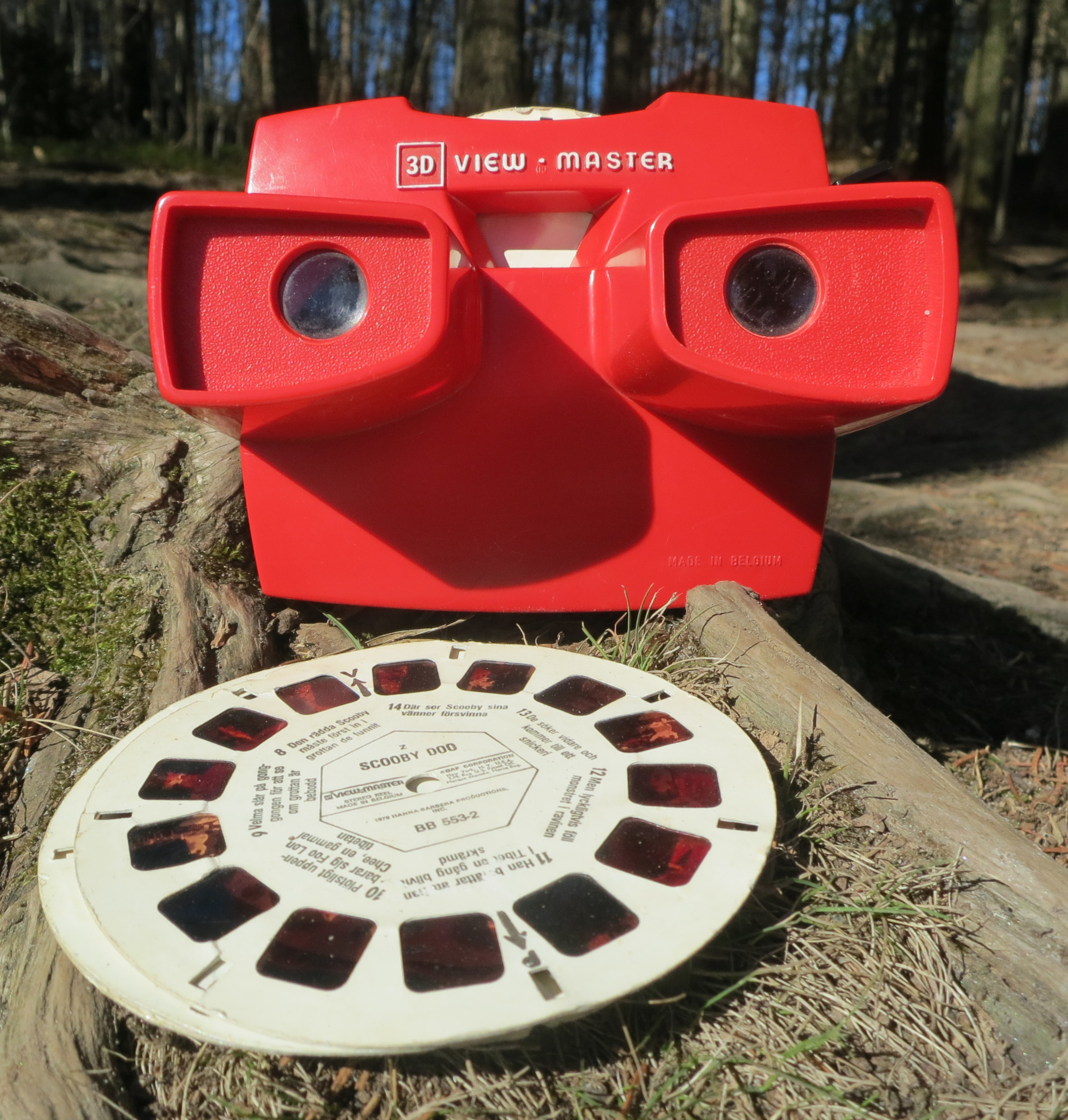
Visionneuse stéréoscopique (View-Master).

Le guitariste astrophysicien Brian May est l'un des plus grands collectionneurs de vues stéréoscopiques, qu'il archive et sur lesquelles il publie, avec Denis Pellerin de nombreux ouvrages.
Depuis 2015, un collectif d’associations patrimoniales (CLEM) assure, avec une stéréothèque, la conservation et la valorisation des collections stéréoscopiques.

## Physiologie
La vision stéréoscopique est due, en grande partie, aux neurones binoculaires situés dans le cortex cérébral au niveau des zones spécifiques et primaires du traitement de la vision (Aire V1). Ces neurones binoculaires sont les seuls neurones à recevoir l'influx nerveux de deux neurones homonymes de la rétine via la chaîne neuronale. Les images gauche et droite du même objet, captées en même temps par les deux rétines, sont acheminées au cortex visuel par les nerfs optiques qui se croisent dans le chiasma optique, ce qui fait qu'elles sont présentes dans des cellules voisines du cortex visuel. David Hubel, prix Nobel de physiologie ou médecine, fait aussi remarquer que les cellules des parties gauche et droite du cortex visuel communiquent aussi par le corps calleux, ce qui contribue au mécanisme de la fusion binoculaire.
Cette double information permet, par des mécanismes complexes faisant intervenir d'autres zones du cerveau, la perception de l'angle entre l'information visuelle captée par des photorécepteurs d'un œil et ses homologues de l'autre œil, ce qui permet de percevoir les reliefs et la distance. De ce fait, les personnes souffrant de strabisme (mauvaise adaptation des zones de photorécepteurs rétiniens homologues) ou les personnes souffrant d'anopsie sur un œil ont une vision très altérée du relief et de la profondeur. La vision stéréoscopique est normalement très précise (un écart en profondeur de dix centimètres est couramment apprécié à une distance de dix mètres), de précision inversement proportionnelle à la distance et limitée en amplitude : on voit difficilement en relief à la fois un objet très rapproché et un objet très éloigné. La vision stéréoscopique est troublée, sinon empêchée, par divers défauts des images : décalages verticaux, contradictions du relief, excès de parallaxe horizontale, obligation de divergence oculaire, présence de parallaxe verticale, « images fantômes » ou vision atténuée de la vue droite par l'œil gauche et réciproquement, dissymétrie de la luminosité, mouvements trop rapides…
Il a été souvent écrit que la principale source de fatigue oculaire, par l'observation de mauvaises images stéréoscopiques, était liée à l'excès de disparité entre la convergence et l'accommodation, ce qui est souvent faux, car d'autres défauts sont le plus souvent plus importants que cette disparité, dont les limites habituellement reconnues (dites « zone de confort de Percival ») sont de l'ordre de grandeur d'une demi-dioptrie, ce qui équivaut à peu près, en termes de convergence, à un angle de deux degrés.
En fait, les limites acceptables sont extrêmement variables d'une personne à l'autre. Certaines personnes arrivent à dissocier leur convergence de leur accommodation jusqu'à des angles de cinq degrés et plus, pour voir en « vision libre ».
D'autre part, les professionnels du cinéma stéréoscopique limitent leur parallaxe, sur l'écran, en général entre -2 % et +1 % de la largeur d'image, ce qui pour les spectateurs placés à une distance de l'écran de plus de 2/3 de la largeur de l'image projetée reste largement dans les limites de la zone de confort de Percival. Les études de l'équipe russe VQMT montrent que bien d'autres défauts sont aussi causes de fatigue oculaire des spectateurs.
Une étude récente de l'ANSES conclut à recommander aux enfants de ne pas regarder d'images stéréoscopiques, mais cette conclusion est très contestable, car le rapport ne mentionne pas l'existence de très bonnes réalisations, pour lesquelles aucune inquiétude n'est justifiée, et de très mauvaises (citées par VQMT qui n'a pas encore examiné les jeux vidéo), pour lesquelles il serait même recommandé aux adultes de ne pas les regarder.

## Vision en relief

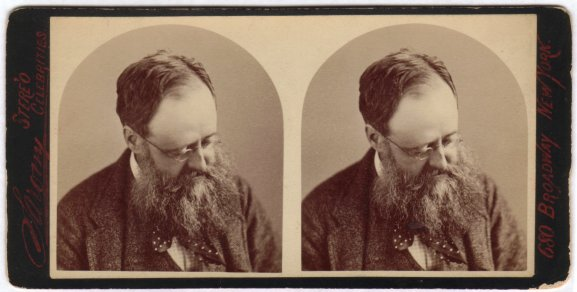
Portrait stéréoscopique de l'écrivain anglais Wilkie Collins (1824-1889), pris en 1874 par Napoléon Sarony (1821-1896).

La vision en relief, avec un stéréoscope bien adapté à l'image, est naturelle, et même certaines personnes arrivent à voir en relief sans stéréoscope une image formée de deux vues côte à côte (comme l'image ci-contre). C'est l'image « plate » qui demande un effort d'interprétation, car elle n'est qu'une projection perspective de l'espace dans un plan. L'image en relief restitue chaque plan à sa place dans l'espace, les dimensions et la forme de chaque objet, sous réserve qu'il n'y ait pas d'effet de maquette ni de distorsion en profondeur.
Les images trop complexes, trop enchevêtrées, sont beaucoup plus lisibles lorsqu'elles sont observées en relief : par exemple une cavité dans un objet apparaîtra effectivement creuse ; alors qu'avec une « photo plate » la notion de creux ne sera déduite que s'il reste des indices de profondeur. La présentation en relief procure une sensation de présence qui n'existe pas autrement, car le spectateur voit la scène comme s'il y était, surtout sur un écran de télévision 3D ou en projection dans une salle assez obscure pour que seule la photo en relief soit visible.
Il ne peut être vu en relief, en vision naturelle, ce qui ne peut être vu naturellement ainsi : des montagnes ou des formations nuageuses sont trop éloignées pour que l'observateur en perçoive les plans successifs ; mais si elles sont photographiées en relief depuis deux points assez écartés, l'observateur les voit, certes de taille réduite, mais avec tout leur relief et leurs formes réelles ; des microcristaux, des insectes ou des fleurs, trop petits pour être observés à l'œil nu, pris de deux points de vue assez rapprochés, peuvent apparaître très agrandis avec leurs formes réelles et leur profondeur.
Les présentations en relief sont soumises à quelques contraintes physiologiques : il faut éviter tout excès d'étendue de variation de parallaxe (limite, dite « zone de confort de Percival », autour de deux degrés pour la parallaxe angulaire) ; tout mouvement trop rapide, pour que les spectateurs aient le temps de réaliser leur fusion binoculaire ; toute déviation verticale (limite un à deux milliradians) toute contradiction entre indices d'appréciation de la profondeur, entre autres par ce qu'on appelle « violations de fenêtre » ; et autant que possible les disparités de luminosité et de couleurs (sauf dans le cas des anaglyphes, mais c'est pour cela que leur observation prolongée peut fatiguer) entre les vues gauche et droite. Certains auteurs ont écrit que la principale limitation vient de la disparité convergence/accommodation, mais c'est en fait un facteur mineur de fatigue visuelle dans les cas de projection sur grand écran.

## Réalisation

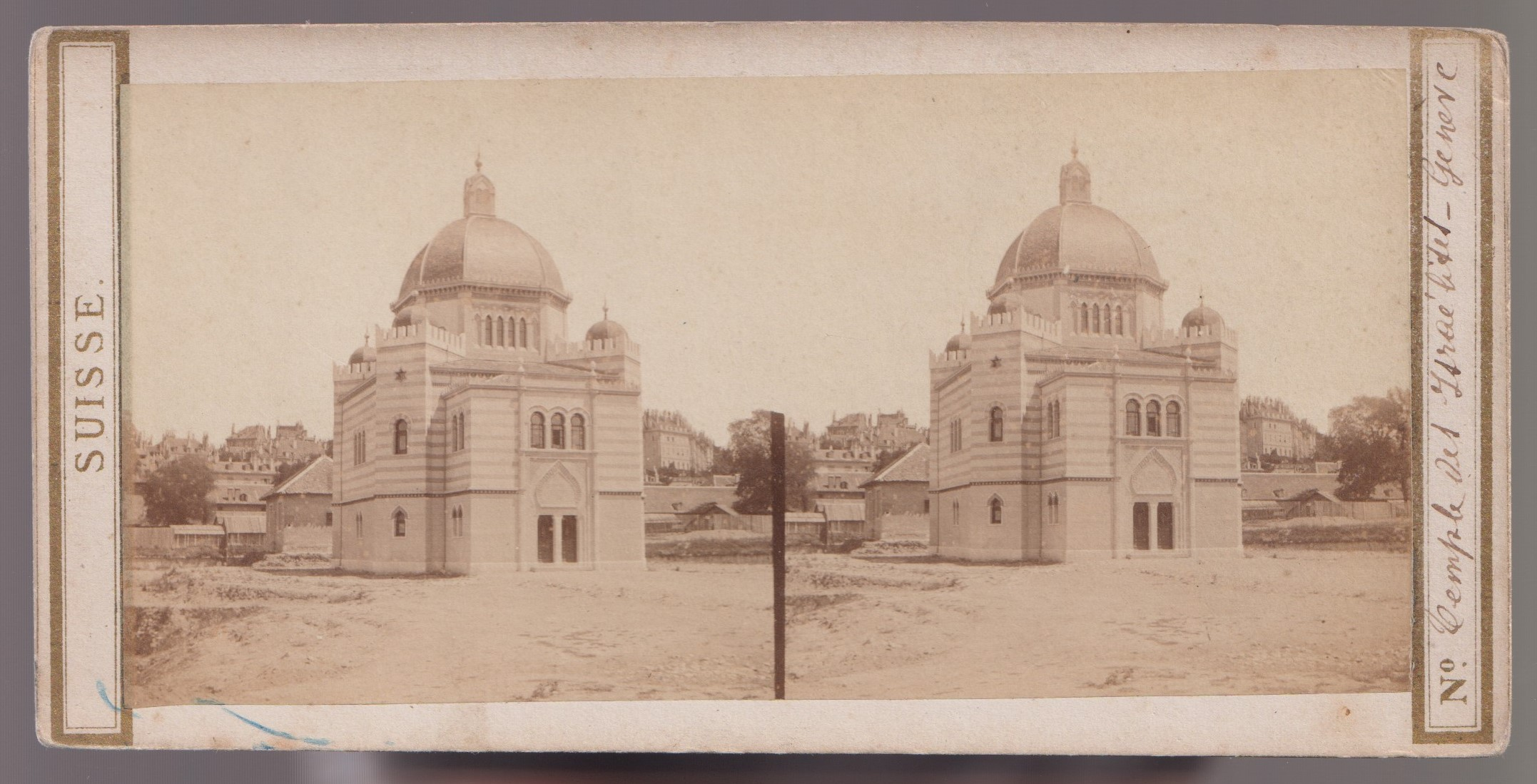
Disque en carton pour stéréoscope avec des photos de la synagogue de Genève, circa 1860. Dans la collection du musée juif de Suisse.

Image stéréoscopique de passiflora caerulea.

Que ce soit au travers de photographies, de dessins, d'images de synthèse ou d'images réalisées par tout autre moyen, le principe reste le même : il s'agit de réaliser deux vues de la même scène.

## Prise de vues photographiques

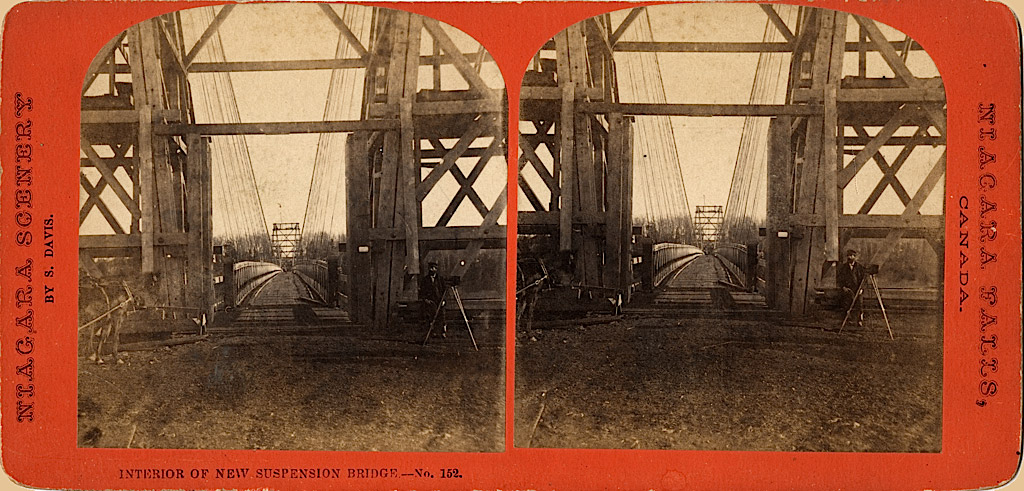
Saul Davis (act. 1860s–1870s), New Suspension Bridge, Niagara Falls, Canada, c. 1869, albumen print stereograph, Department of Image Collections, National Gallery of Art Library, Washington, DC.

On prend respectivement les vues de gauche et de droite, à partir de deux points de vue côte à côte. Si les deux points de vue ont le même écartement que les deux yeux, l'image peut être, dans des bonnes conditions d'observation, vue à sa dimension normale ; mais on peut prendre deux vues de points plus rapprochés, pour représenter des petits objets. On peut aussi les prendre de deux points de vue plus écartés, pour représenter des montagnes ou des formations de nuages : il en résulte ce qu'on appelle l'effet de maquette.

### En deux temps
C'est la méthode que les Américains appellent « cha-cha ». En deux temps, en déplaçant l'appareil : dans ce cas, il est indispensable que rien n'ait bougé entre les deux prises de vues, par exemple personnages, animaux, véhicules, feuilles des arbres, vagues, nuages ou leurs ombres sous l'effet du vent ; il faut aussi que les deux prises de vues visent dans la même direction, que l'appareil n'ait pas avancé, n'ait pas été déplacé en hauteur ni n'ait tourné sur lui-même. Il existe dans le commerce des kits pour appareils photos comprenant un rail qu'on peut fixer sur un trépied afin de bien stabiliser l'appareil photo. Ces derniers permettent aussi d'agir plus sûrement et rapidement qu'à main levée.
En 2012, Panasonic incorpore à son appareil Lumix DMC-TZ30 une fonction qui permet de prendre successivement les deux photos à main levée. Le photographe garde le doigt appuyé sur le déclencheur tout en déplaçant l'appareil horizontalement (10 cm en 4 secondes) devant lui. Un algorithme choisit les deux photos les plus appropriées au rendu stéréoscopique parmi toutes celles qu'il a prises en cours de déplacement. Le fichier des deux photos entrelacées est en format MPO. Mais cela ne fonctionne que si rien n'a bougé entretemps, donc cela n'apporte strictement rien de plus que la méthode en deux temps.

### Déclenchement simultané
Deux appareils identiques peuvent être déclenchés, appareils à film ou appareils numériques ; les appareils sont fixés sur un support rigide et alignés, les objectifs étant parallèles et pointant vers la même direction sans convergence. Trois techniques existent : la « digitale », littéralement, « avec les doigts », où la prise de vue de chacun des deux appareils est déclenchée le plus simultanément possible ; la mécanique, avec une simultanéité plus précise, assurée par la mécanique d'un jeu de pistons, ces deux méthodes étant valables pour le numérique et pour le film.
La troisième méthode est électronique/électrique. La plus connue/pratique/accessible étant de relier deux appareils par une télécommande filaire ou aérienne, soit par un câblage interne dans les appareils (ce que faisait Jacob van Ekeren), soit avec les ports USB, électriques ou récepteurs infra-rouges (et autres radios, exemple le bluetooth) d'appareils numériques ; le dispositif le plus efficace dans ce sens est StereoData Maker.
Les appareils à films disposant d'un déclenchement par télécommande filaire conviennent. Dans certains cas, les deux appareils fonctionnent sans connaissance l'un de l'autre (ou des autres), dans d'autres, ils sont coordonnés. Plusieurs artisans ont proposé des couplages de deux ou plus appareils numériques, argentiques, bien fixés entre eux et synchronisés.
La synchronisation doit être d'autant plus précise qu'il y a dans le champ quelque chose qui se déplace plus vite, surtout latéralement : par exemple une voiture peut parcourir en un millième de seconde la moitié de l'intervalle entre les deux objectifs, donc être vue loin devant les arbres qui bordent la route donc devraient la cacher en partie.

### Avec un appareil stéréoscopique

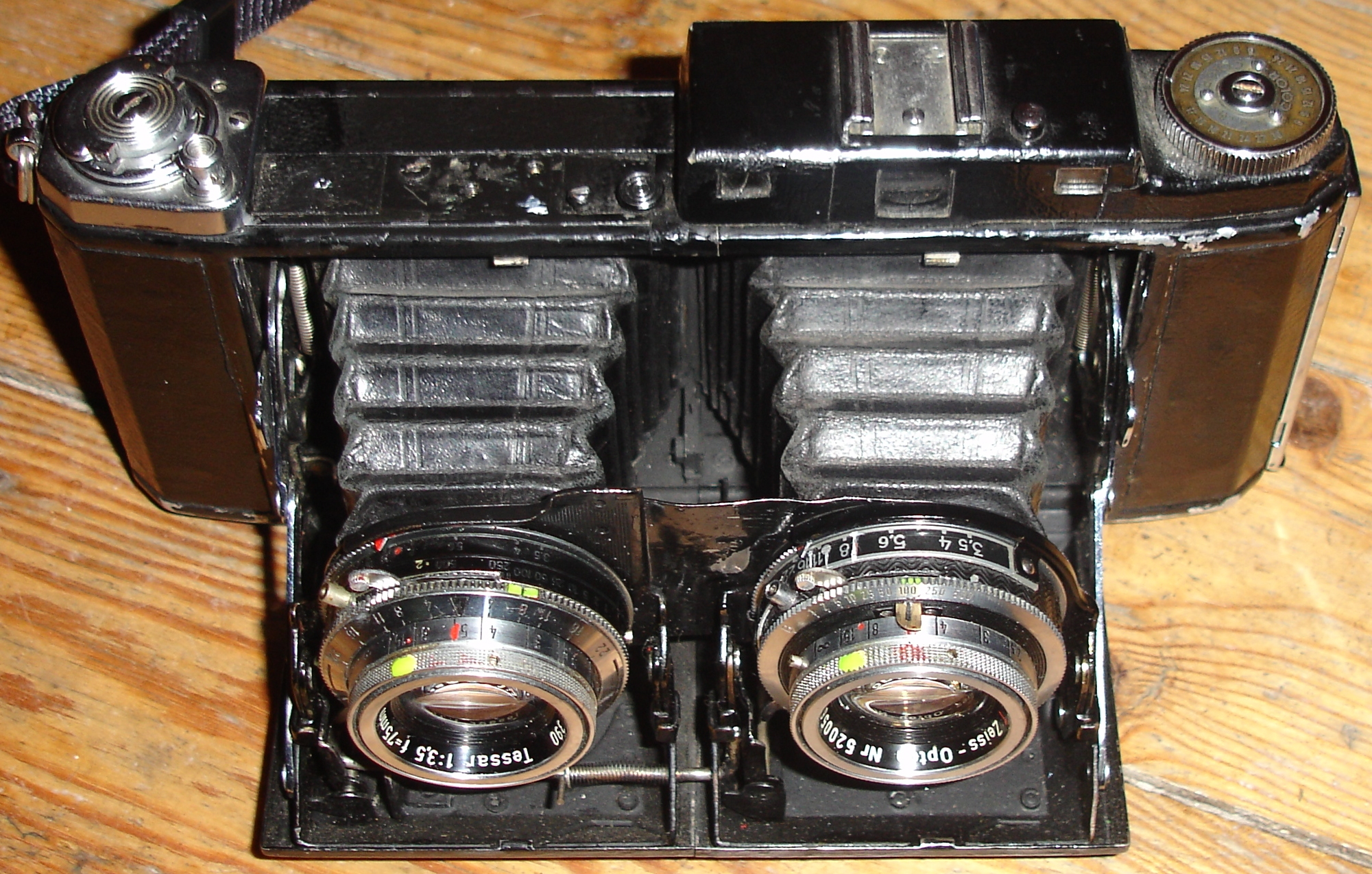
Appareil stéréo des années 1930.

Un appareil spécial à deux objectifs peut être utilisé : soit un appareil très ancien, avec les contraintes habituelles de ce type d'appareils (absence de cellule et d’avancement automatique du film), soit avec un appareil plus moderne, dont il a existé des fabrications en petit et moyen format jusque très récemment, notamment par la firme allemande RBT. Depuis fin 2009, le constructeur Fujifilm propose le premier appareil stéréo numérique grand public : le Finepix REAL 3D W1. L'appareil comporte deux objectifs (et deux capteurs) distants de 77 mm, soit un peu plus que l'espace interoculaire moyen. Simultanément, chaque capteur prend une photo, et un fichier de type .MPO, contenant les deux photos, sera sauvegardé.
Et en 2010 sort son successeur, le Fujifilm Finepix REAL 3D W3 qui permet des enregistrements vidéo stéréoscopique en format 1280 × 720. Cependant, la production a cessé. Cet appareil était loin d'être parfait, ses capteurs trop petits exigeaient un bon éclairage, et quand l'éclairage était trop fort, on ne voyait plus rien sur l'écran de visée, et il n'y avait pas de viseur optique. Plusieurs entreprises offrent également toute une gamme d'accessoires permettant d'effectuer des prises de vues stéréoscopiques en mode macro photo stéréo (base de 25 mm) ou en mode télé photo stéréo (base 225 mm), soit un rapport de 1/3 ou 3/1 par rapport à la base de prise de vue de 75 mm de l'appareil. D'autres firmes ont sorti des appareils de prise de vues stéréo, notamment en vidéo, mais le plus souvent avec des bases (écartement des objectifs) trop étroites pour les usages courants. En 2011, plus précisément le 26 février au Japon, Nintendo sort la Nintendo 3DS, un appareil de jeu permettant d'afficher de images en 3D autostéréoscopique qui permet également de prendre et de visualiser (directement sur la console) des photos en 3D sous la forme d'images .MPO.
Fin 2011 arrive le Panasonic Lumix 3D1, avec un écartement entre objectifs de 30 mm, base permettant de photographier un sujet à moins d'un mètre de distance (contre 2,50 mètres environ pour le Fujifilm W3). En plus du W3, le 3D1 a une stabilisation optique, un zoom plus grand angle, et une meilleure qualité d'image ; mais il n'est pas adapté à la prise de vue de scènes comportant des personnages ou des objets à assez grande distance.
Visualisation : Avec un logiciel comme StereoPhoto Maker, il est ensuite possible d'afficher la photo en relief selon différentes techniques comme l'anaglyphe, l'entrelacé (pour écrans polarisés), la vision croisée, ou la vision parallèle pour laquelle on trouve dans le commerce beaucoup de modèles de stéréoscopes, dont certains, en carton, sont très abordables pour une qualité convenable. Les utilisateurs de Mac récents (processeur 64 bits, système d'exploitation 10.6) peuvent aussi utiliser StereoPhoto Maker par le logiciel gratuit PlayOnMac.

### Méthodes particulières
Il existe encore d'autres méthodes, chacune adaptée à des cas particuliers, notamment pour les prises de vues en « macrostéréoscopie », c'est-à-dire avec une « base » étroite adaptée pour photographier de très petits objets : double diaphragme avec des miroirs, diviseurs d'images (attention aux « déformations en trapèze »), filtres de couleurs côte à côte devant l'objectif, miroirs semi-transparents, etc.
Des images stéréoscopiques peuvent facilement être extraites de toutes sortes modèles numériques professionnels tridimensionnels, en choisissant deux points de vue écartés par exemple d’un dixième de la distance du premier plan, s’il s’agit de les présenter sur un écran d’ordinateur, mais pas plus d’un trentième s’il s’agit de les présenter en projection à un large auditoire.
Un autre cas particulier concerne la photographie planétaire (notamment avec Jupiter). La rotation de la planète sur elle-même est telle que deux images prises à environ un quart d'heure d'intervalle depuis la Terre présentent les mêmes décalages que deux images d'une sphère prises en même temps, de beaucoup plus près et de deux points de vue différents. Il est alors possible de monter une image stéréoscopique à partir de ces deux images planétaires prises avec le même objectif. Le décalage dans le temps et la rotation de la planète remplacent la distance entre les deux objectifs, qui ici aurait dû être une distance astronomique. De même on a photographié la Lune en relief, en profitant de son mouvement de « libration », avec un intervalle de temps de quelques mois.
On a aussi créé des images stéréoscopiques de paysages de montagne en prenant deux vues de Google Earth, de points assez rapprochés (3 % de l'altitude de prise de vues).

## Observation

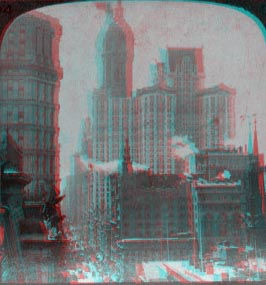
Vue anaglyphique.

Ces images peuvent être observées en diapositives, tirées sur papier, sur l'écran d'ordinateur, sur un écran de téléviseur 3D, etc., par différentes méthodes. Avec un instrument d'optique appelé stéréoscope. Il en existe plusieurs variétés : à deux lentilles, à deux miroirs, à un seul miroir, à miroir semi-réfléchissant, etc. En séparant les vues gauche et droite par les couleurs (anaglyphes) : certes ce procédé dégrade les couleurs et exclut la présence d'objets aux couleurs vives trop voisines de celles des filtres colorés, mais c'est la seule manière connue pour imprimer des images de grand format facilement visibles en relief par des personnes non entraînées à la vision libre. Des systèmes plus modernes, comme les filtres Infitec, utilisent le même principe de filtrage par couleur que les lunettes anaglyphes avec une dégradation des couleurs moins importante. Ce système Infitec découpe le spectre des couleurs en six bandes et non en deux comme le système anaglyphe. Le système Infitec est maintenant exploité commercialement pour le cinéma par Dolby. Des filtres Omega à huit bandes passantes ont aussi été commercialisés, mais semblent moins efficaces que les filtres Infitec, car les couleurs proches du rouge ne sont pas du tout vues à travers un des filtres.

Images anaglyphes réalisées d'après les plaques de verre Eugène Trutat - Photothèque du Museum de Toulouse
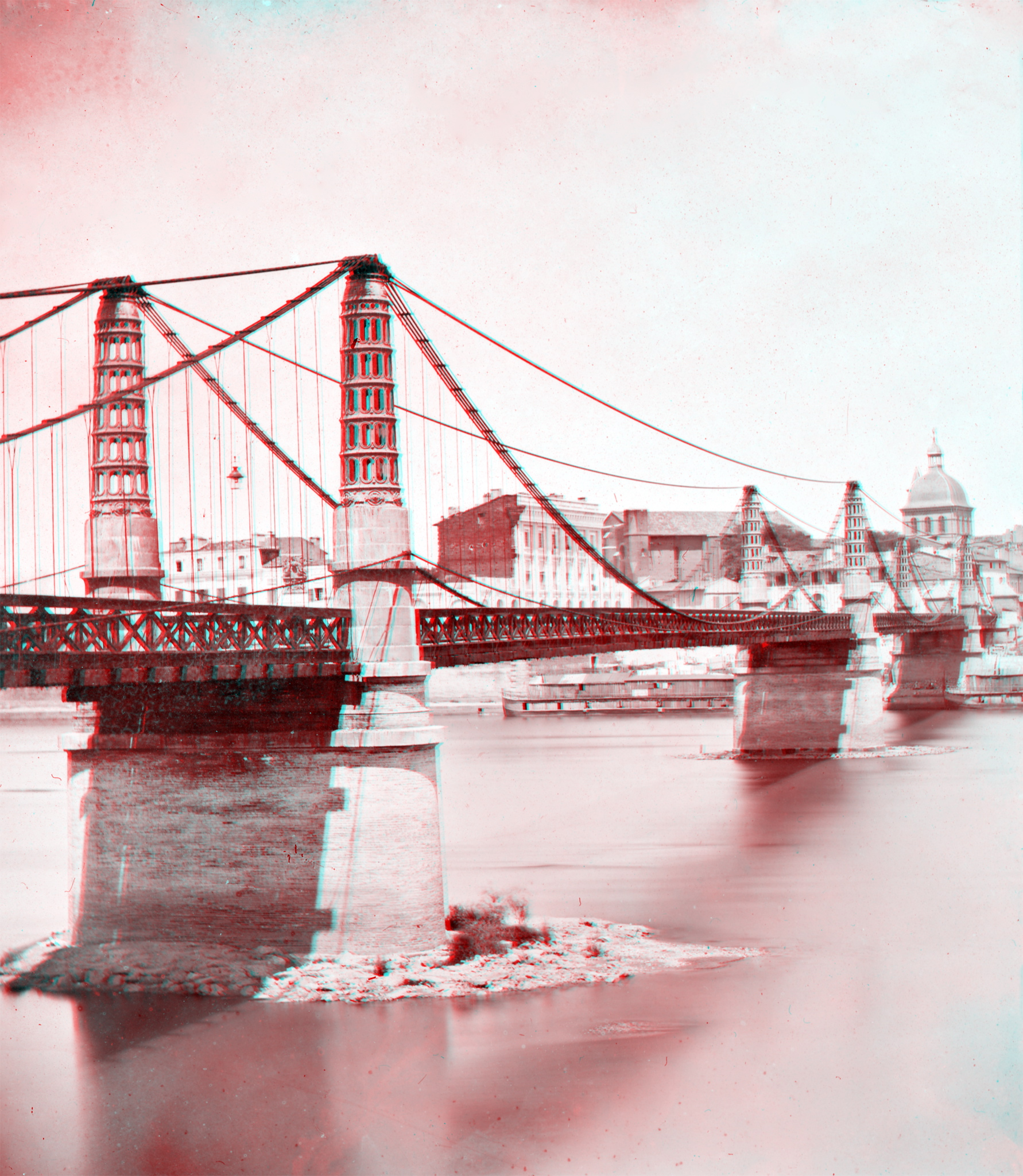
Pont Saint Pierre de Toulouse par Eugène Trutat - Muséum de Toulouse. Anaglyphe d'après plaque négative stéréoscopique au collodion.
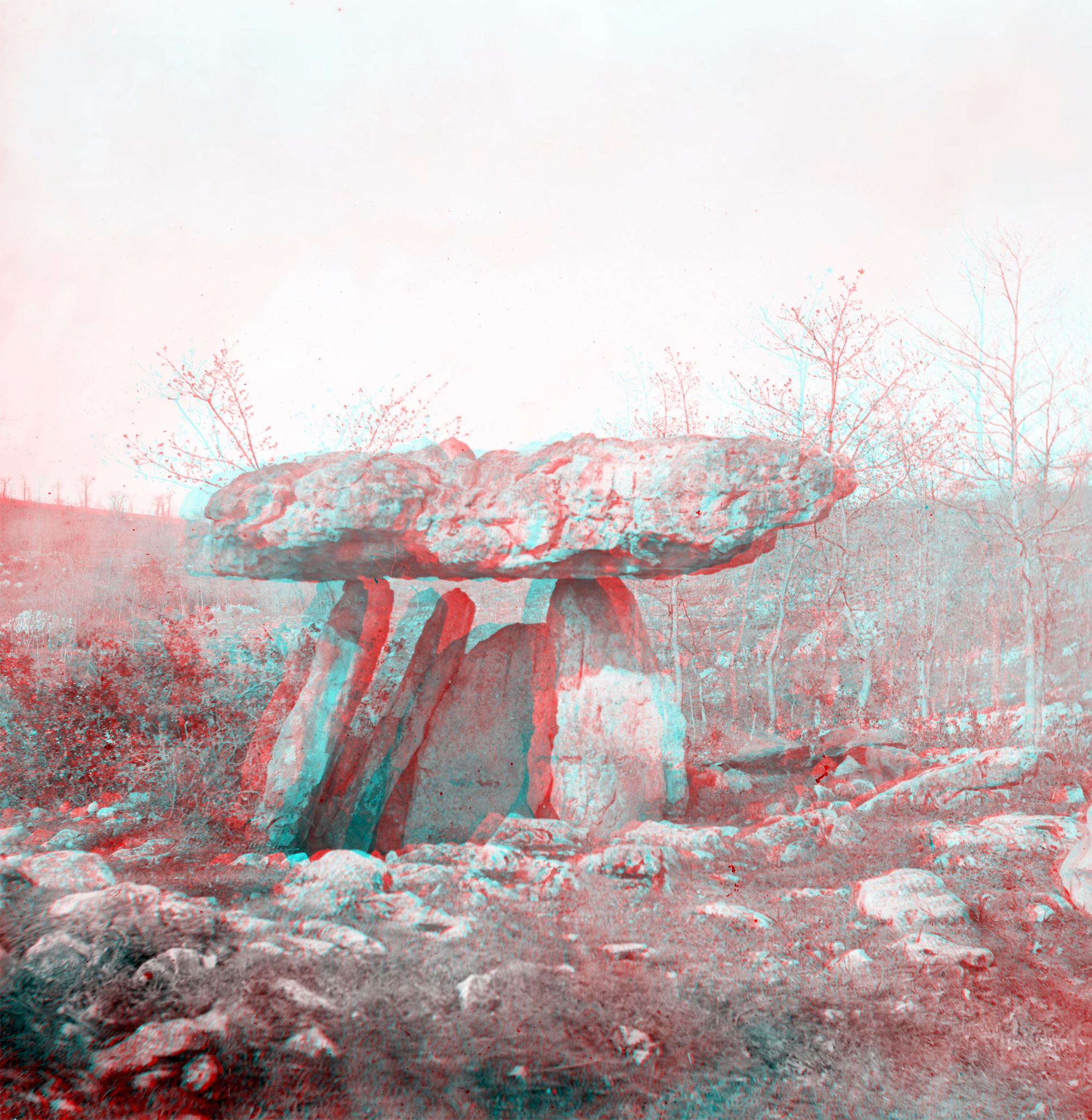
Dolmen du Mas d'Azil par Eugène Trutat - Muséum de Toulouse. Anaglyphe d'après plaque négative stéréoscopique au collodion.
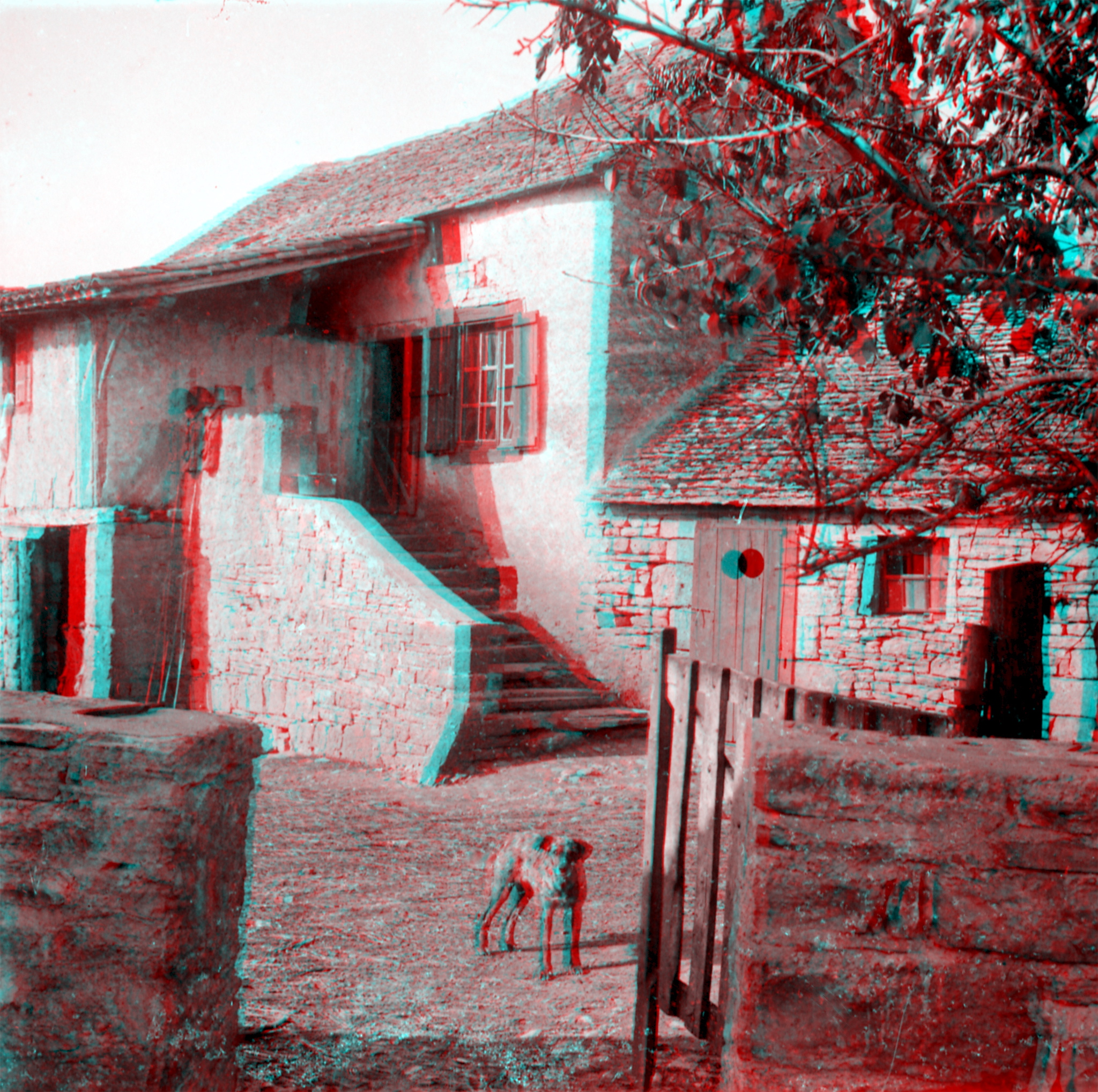
A Cornusson par Eugène Trutat - Muséum de Toulouse. Anaglyphe d'après plaque négative stéréoscopique au gélatino-bromure d'argent.
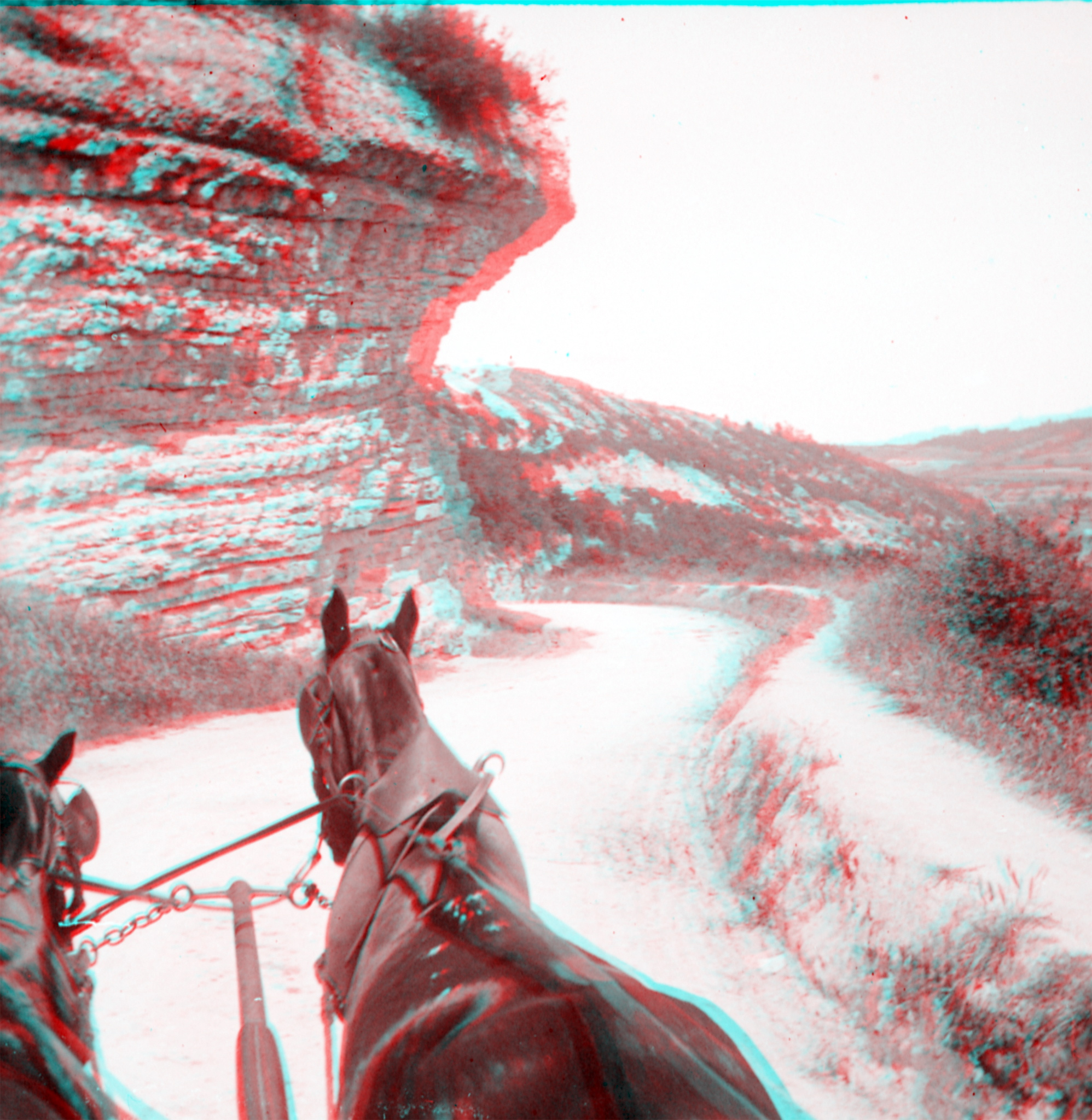
« En route pour Bonaguil » par Eugène Trutat - Muséum de Toulouse. Anaglyphe d'après plaque négative stéréoscopique au gélatino-bromure d'argent.

### Images à réseaux

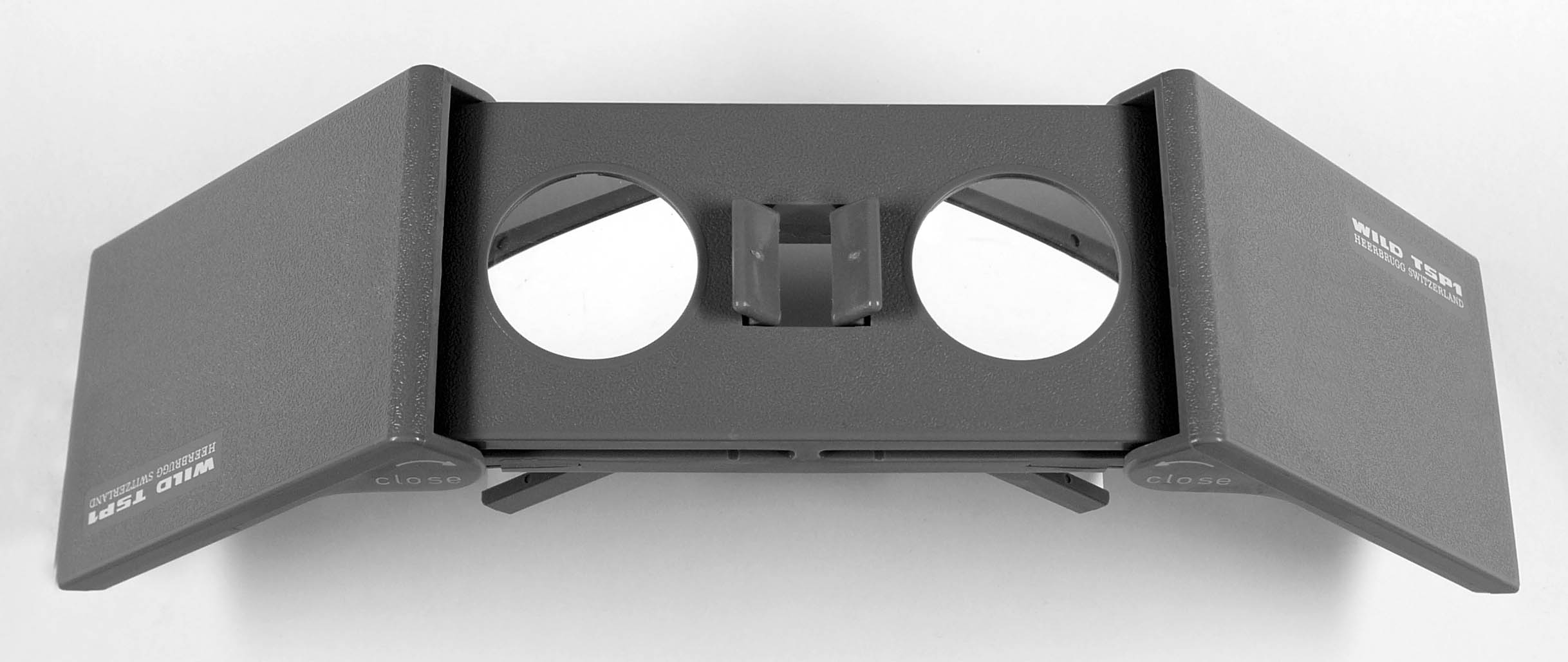
Stéréoscope à miroirs pour vues aériennes.

Images imbriquées en bandes verticales : réseaux « lignés » ou « lenticulaires », visibles en relief sans aucun instrument (procédé autostéréoscopique). Écran autostéréoscopique : moniteur utilisant des réseaux lignés ou lenticulaires afin d'envoyer chaque image sur l'œil lui correspondant et ainsi produire l'effet stéréoscopique.

### Image polarisée
Projection en lumière polarisée, de loin la méthode la plus facile, efficace et spectaculaire, qui certes demande des moyens aux organisateurs de ces projections (écran métallisé, deux projecteurs avec filtres polarisants), mais qui n'imposent aux spectateurs que de porter des lunettes polarisées légères, passives, peu coûteuses et peu contraignantes ; les couleurs ne sont pas du tout détériorées et il n'y a pas de risque de perturbation du relief par la parallaxe temporelle.
Le système de cinéma RealD, ne nécessitant qu'un projecteur numérique qui alterne sa polarisation circulaire grâce à un disque spécial placé devant le projecteur, les spectateurs portant des lunettes à polarisation circulaire, a rendu ce type de projection un peu moins contraignante, sauf si des objets animés de mouvements latéraux rapides sont visibles : alors l'effet de parallaxe temporelle dégrade la perception du relief.
Téléviseur 3D « passifs », même principe et presque même qualité d'image que la projection en lumière polarisée au détail près que c'est un moniteur qui diffuse simultanément les deux images, des lunettes à verres polarisées (ou lunettes à polarisation circulaire) sont donc aussi nécessaires.
Il existe deux types de polarisation : la polarisation linéaire (oblique à 45°, couramment utilisée en projection) et la polarisation circulaire, couramment utilisée dans les téléviseurs ou moniteurs 3D. Dans ce dernier cas la dalle du moniteur est revêtue d'un filtre qui polarise dans chaque sens les lignes de pixels pairs et impairs. Ces lignes polarisées sont filtrées par les verres des lunettes. Ce procédé est utilisé par quelques fabricants, dont Zalman depuis 2008 sur les moniteurs Trimon, et surtout LG sur des écrans beaucoup plus grands et moins sensibles au décalage en hauteur des spectateurs par rapport au centre de l'écran.
Il apparaît actuellement des nouveaux écrans actifs permettant de voir en relief sans lunettes, grâce à des réseaux lenticulaires collés devant l'écran. Par exemple ceux de la société française Alioscopy, réalisés à partir d'images de résolution 1920 × 1080 (« full HD »), avec des écrans de résolution 4k ou plus récemment 8k, et dans lesquels un logiciel crée huit images de points de vue différents à partir des deux images habituelles, ce qui permet à plus de dix personnes de voir en relief sans lunettes, en même temps sur le même écran. Il est probable que d'ici quelques années certains téléviseurs seront équipés d'un tel système.

### Méthodes en alternance
Ceci est caractérisé par l'usage de lunettes alternantes à cristaux liquides appelées Shutter glasses (en anglais : shutters). Ce procédé peut-être utilisé avec des moniteurs, des télévisions ou des projecteurs. Le procédé consiste à alterner les deux images sur un écran de manière synchrone à la transparence de chacun des verres de lunettes, en ne laissant qu'un bref délai entre les changements d'image. Ce changement est d'autant moins perceptible à l'œil nu (persistance rétinienne) que la fréquence est élevée (il faut au minimum 60 paires de vues par seconde), d'où l'impression de regarder les deux images en même temps.
Certaines sociétés ont tenté de commercialiser des solutions pour voir des films vidéo 3D séquentiels (l'image gauche affiché par le premier champ et l'image droite par le second champ) sur téléviseur cathodique. Mais la fréquence de trame de 60 Hz (chaque seconde trente vues de gauche et trente vues de droite) en zone NTSC et pire de 50 Hz en zone PAL rendait l'expérience désagréable. Dès 1999, NVidia avait commercialisé pour ses cartes tnt et tnt2 avec les lunettes ELSA Revelator avec un taux de rafraîchissement allant de 50 à 144 Hz en fonction des capacités des moniteurs CRT de l'époque. Mais les taux de rafraîchissement encore trop faibles (les plus courants permettaient du 1024 × 768 en 85 Hz progressif et du 1280 × 1024 en 70 Hz progressif) des moniteurs grand public rendaient l'expérience visuelle encore fatigante sur la durée bien qu'efficace. Depuis 2007, Nvidia commercialise un kit 3D Vision adapté aux écrans LCD pouvant produire des images ayant des fréquences de 120 Hz (ce qui fait 60 Hz par œil). L'affichage des images droites et gauches est synchronisé avec les lunettes à l'aide d'un émetteur infrarouge.
Mais la présentation en alternance présente deux inconvénients majeurs : elle est incompatible avec les scènes dans lesquelles il y a des mouvements latéraux un peu rapides, et elle est incompatible avec la projection sur grand écran, sauf si un traitement préalable des images a permis d'avancer la fenêtre.
Ainsi des précautions doivent être prises pour présenter ainsi des films ou de la vidéo : la séquence de prise de vues doit être identique à la séquence d'observation. On ne peut pas, par exemple, présenter en régime alterné des séquences dont les vues gauche et droite auront été prises en même temps : sinon, par un effet de « parallaxe temporelle », tout objet en mouvement latéral sera vu à une distance fausse ; si les mouvements sont trop rapides, le relief n'est même plus perceptible : par exemple, un coureur parcourt facilement, en un centième de seconde, la moitié de l'écart interoculaire, donc s'il est à quatre mètres il est vu à deux mètres ou à l'infini, selon son sens de déplacement.
D'autre part, si on veut présenter ainsi des images sur un grand écran (plus de deux mètres de largeur) on risque fort d'arriver à une obligation de divergence oculaire pour les spectateurs, si on n'a pas pris la précaution de rogner le bord gauche de chaque vue de gauche et le bord droit de chaque vue de droite, dans le cas où les images avaient été préparées pour une présentation sur un écran plus petit, par exemple un téléviseur 3D. En effet, la projection sur grand écran avec deux projecteurs, en lumière polarisée, permet de rapprocher ou d'éloigner l'ensemble de l'image, réglant ainsi la parallaxe des arrière-plans à une valeur proche de l'écart interoculaire des spectateurs, ce qui n'est pas possible en projection alternée.

### Autres méthodes d'observation
Images réelles projetées dans l'espace, photostéréosynthèse, holographie, etc.

## Vision libre

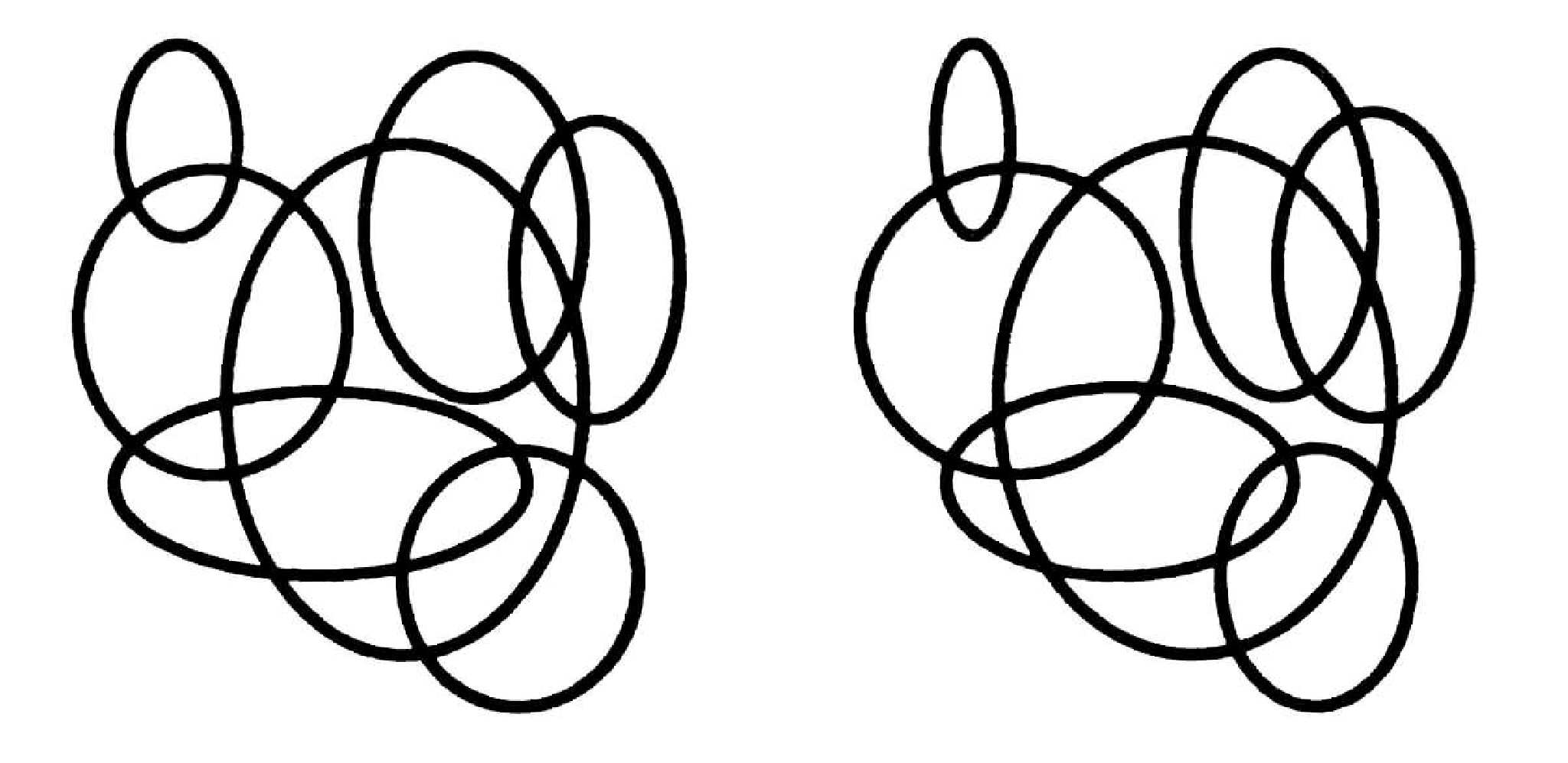
Sept anneaux, à titre de démonstration de la possibilité de voir en stéréoscopie sans outil : sans voir en relief, on ne peut pas deviner lequel de ces anneaux n'est attaché à aucun autre (vision libre).

La vision stéréoscopique en vision libre (sans aucun appareillage ;  voir par exemple la technique "Single Image Random Dot Stereogram", SIRDS) est également possible. Elle peut s'opérer en vision parallèle ou croisée, pour ceux qui y parviennent, soit spontanément, soit après des exercices oculaires. En vision parallèle, l'œil gauche regarde la figure gauche et l'œil droit regarde la figure droite. Pour certains, cette vision libre parallèle n'est possible qu'à une distance importante, d'où l'image apparaît quelque peu étirée. La vision croisée est parfois plus accessible : l'œil gauche regarde la figure droite et l'œil droit regarde la figure gauche. Pour s'aider, l'œil gauche peut être fermé puis la main droite placée à quelques centimètres de l'œil droit, de façon à lui cacher la figure droite. De même, l'œil droit se ferme et la main gauche est placée à quelques centimètres de l'œil gauche de façon à lui cacher la figure gauche. Alors les deux yeux sont ouverts, chacun d'eux ne voyant qu'une figure. On louche quelque part dans l'intervalle entre les deux mains pour faire superposer les deux figures en une figure unique.
L’aptitude à la vision libre est très variable selon les personnes : les uns (une minorité) y arrivent facilement, soit en parallèle, soit en croisé, même pour quelques-uns dans les deux sens ; d’autres y arrivent après un entraînement ; d’autres enfin pas du tout : pour celles-ci, inutile d'insister.
Avec un peu d'entraînement, du moins pour des personnes qui peuvent y arriver, le cerveau finit au bout de quelques secondes par accommoder la vision sur une figure nette en relief, comme dans l'exemple ci-dessous :
D'autres animations stéréoscopiques sont accessibles en cliquant sur les liens suivants :
- Animation stéréoscopique croisée d'un ruban de Möbius :
- Animation stéréoscopique parallèle du même ruban :
- Les deux animations regroupées sur une même animation :

## La notion de fenêtre
La « fenêtre » est l'image stéréoscopique des contours extérieurs respectifs de la vue de gauche et de la vue de droite. La fenêtre fait donc partie de l'image. Elle n'est pas forcément rectangulaire, ni forcément parallèle au plan du support de l'image, ni même forcément plane. Elle existe toujours, sauf si les bords de l'image se confondent avec l'extérieur : fond noir non coupé dans le cas d'une image projetée, fond blanc non coupé dans le cas d'un dessin sur papier blanc. Dans le cas d'un petit écran (écran d'ordinateur, téléviseur 3D) la fenêtre peut être constituée par l'écran ; au contraire dans le cas d'une projection publique sur grand écran (plus d'1,50 m), il est impératif de faire converger les projecteurs pour placer la fenêtre bien en avant de l'écran.

## Le jaillissement
Ce qui est vu en avant de la fenêtre est dit « en jaillissement ». Ce jaillissement est souvent spectaculaire, du moins s'il ne dépasse pas les limites de la variation de profondeur couramment admise, et surtout s'il n'atteint pas les bords latéraux de l'image : dans ce dernier cas on aurait une « violation de fenêtre », constituant une contradiction entre divers indices de profondeur : l'objet jaillissant est coupé par la fenêtre donc vu derrière elle, mais du fait de sa parallaxe il est vu devant la fenêtre : cette situation est très fatigante pour les spectateurs.

## Sources de fatigue visuelle
- Contradictions entre indices monoculaires et binoculaires de profondeur, en particulier du fait d'un mauvais placement de la « fenêtre » : si un objet est coupé par un bord latéral de la fenêtre (définie comme l'image stéréoscopique des contours extérieurs des vues gauche et droite) mais se trouve, du fait de sa parallaxe, en avant de cette fenêtre, cela constitue une contradiction entre indices du relief. Des contradictions entre indices de profondeur peuvent aussi provenir de défauts de synchronisme, « parallaxe temporelle » par laquelle un objet qui a bougé vers le côté n'est plus vu à sa distance correcte si les prises de vues gauche et droite ne sont pas bien synchronisées ou si on double la fréquence en régime alterné en répétant successivement deux trames de gauche et deux trames de droite, ou plus généralement si la séquence de présentation des vues gauche et droite n'est pas identique à la séquence de prise de vues.
- Vues gauche et droite trop disparates (ex. : couleurs trop vives en anaglyphes).
- Décalages verticaux, notamment par défaut d'alignement lors de la prise de vues, rotation ou déformations en trapèze dues par exemple à l'utilisation de certains « diviseurs d'images » ou excès de convergence des axes optiques.
- Excès de profondeur de relief : il convient de ne pas dépasser une limite typique d'écart extrême de parallaxe qui est en général estimée au trentième de la distance d'observation. Les effets de cet excès de profondeur peuvent se manifester de trois manières différentes, à peu près indépendantes :
  - d'une part par un excès de variation de parallaxe angulaire entre les premiers plans et les arrière-plans : les limites couramment admises pour l'amplitude de cette plage de variation sont d'environ deux degrés ;
  - d'autre part par une obligation, pour l'observateur, de faire diverger ses axes oculaires ;
  - enfin, dans certains cas très rares, par une trop forte dissociation entre l'accommodation et la convergence des yeux : les limites couramment admises pour cette dissociation sont de l'ordre de grandeur d'une demie dioptrie (ou de deux degrés), mais une dissociation considérablement plus forte, jusqu'à dix degrés, ne fatigue pas ceux qui peuvent ainsi voir en « vision libre » ;
- Déformations excessives de l'image en grandissement ou en étirement, surtout si ces déformations sont variables d'un objet à l'autre.
- Mouvements trop rapides, surtout vers l'observateur, qui font que celui-ci n'a pas le temps d'opérer sa fusion binoculaire avant que l'image soit remplacée par une autre.

La plupart de ces écueils peut être évitée, notamment par un travail dit de « montage », aussi bien dans les cas de diapositives, que de tirages sur papier ou de photos numériques, que de séquences vidéo numériques.
Des études récentes, par l'équipe russe VQMT, dirigée par Dmitriy Vatolin, ont mis en évidence des défauts importants (parallaxe verticale, violations de fenêtre, disparité de couleurs entre gauche et droite, etc.) dans divers films en relief publiés sous forme de DVD.

## Organisations
La stéréoscopie, qu'elle soit produite par image statique (photo) ou animée (vidéo), intéresse des milliers d’amateurs à travers le monde, dont la plupart se regroupent en associations, notamment l’ISU, et les clubs nationaux ou locaux qui lui sont affiliés (en France : le Stéréo-Club Français) et une « liste d'amateurs et de professionnels » pratiquant quotidiennement la prise de vue 3D par les méthodes d'actualité les plus innovantes). Ces associations comptent aussi parmi leurs membres de nombreux professionnels.
La stéréoscopie intéresse également les professionnels, dans des domaines variés (vidéo, géographie, biologie, chimie, architecture, imagerie médicale, « CAO », ainsi qu'évidemment en photogrammétrie). Il n’existe pas d’organisation qui regroupe ces utilisateurs de toutes ces professions.
Une association de cinéastes produisant des films en relief existe en France, l'UP-3D (Union des professionnels de la 3D).
L’essentiel des connaissances accumulées par ces professionnels se retrouve dans les comptes rendus des congrès annuels.

## Publications
La plupart des informations sur les principes de l'image stéréoscopique, les méthodes pratiques de réalisation et de présentation des images en relief ont été publiées dans des revues d'associations : Stéréo-Club Français (plus de mille numéros depuis 1904) ; en anglais : journal trimestriel de la Stereoscopic Society de Londres, revue bimestrielle américaine Stereo World, revue trimestrielle Stereoscopy de l'International Stereoscopic Union.
Plus de 500 livres ont déjà été écrits sur le sujet (bibliographie établie et tenue à jour par Sam Smith). Le premier en date est celui d'Antoine Claudet, en anglais (1853), le plus célèbre The Stereoscope, par David Brewster (1856), qui est en téléchargement libre, le plus pratique pour l'amateur The World of 3-D, par Jacopus Ferwerda (1986). Depuis 2010 plusieurs livres détaillés en français sur la stéréoscopie ont été publiés, en plus de nombreux livres en anglais :
- les éditions Presses des Mines ont publié le livre L'image en relief, par Olivier Cahen, avec le détail des calculs de correspondance entre l'objet et l'image qui en est restituée, livre complété par un CD-ROM contenant de nombreuses images en relief et de nombreux liens vers de sites consacrés à la stéréoscopie ;
- les éditions Eyrolles ont publié le livre Tourner en 3D-relief de Fabien Remblier spécifiquement consacré aux techniques de tournage numérique 3D[33] ;
- les éditions Eyrolles ont publié le livre La stéréoscopie numérique de Benoît Michel[34].

## Littérature
Thomas Mann, dans La montagne magique, écrit : 

« ...d'amusants appareils optiques se trouvaient dans le premier salon : un stéréoscope abritant des photographies, par exemple un gondolier vénitien, dont les loupes soulignaient la présence corporelle d'une fixité exsangue ; un kaléidoscope en forme de longue-vue faisait apparaître des étoiles et des arabesques multicolores d'une diversité enchanteresse si l'on appliquait l'œil sur son oculaire en tournant une simple molette ; enfin, un tambour rotatif où l'on plaçait des bandes cinématographiques à observer par des fentes latérales, et qui offraient au regard un meunier se bagarrant avec un ramoneur, un maître d'école donnant une bonne correction à un gamin, un funambule sautillant, et un couple de paysans en train de valser. »

Proust évoque la stéréoscopie dans son ouvrage À la recherche du temps perdu : 

« On regretta d’autant plus d’avoir laissé à Paris, par crainte de l’abîmer, le stéréoscope. Seul, M. Bloch, le père, avait l’art ou du moins le droit de s’en servir. Il ne le faisait du reste que rarement, à bon escient, les jours où il y avait gala et domestiques mâles en extra. De sorte que de ces séances de stéréoscope émanaient pour ceux qui y assistaient comme une distinction, une faveur de privilégiés, et pour le maître de maison qui les donnait un prestige analogue à celui que le talent confère et qui n’aurait pas pu être plus grand si les vues avaient été prises par M. Bloch lui-même et l’appareil de son invention... »